# (11860) Uedasatoshi
(11860) Uedasatoshi est un astéroïde de la ceinture principale.

## Description
(11860) Uedasatoshi est un astéroïde de la ceinture principale. Il fut découvert le 16 octobre 1988 à Kitami par Kin Endate et Kazuro Watanabe. Il présente une orbite caractérisée par un demi-grand axe de 3,14 UA, une excentricité de 0,18 et une inclinaison de 2,4° par rapport à l'écliptique.

## Compléments